# Tratado de Sistova

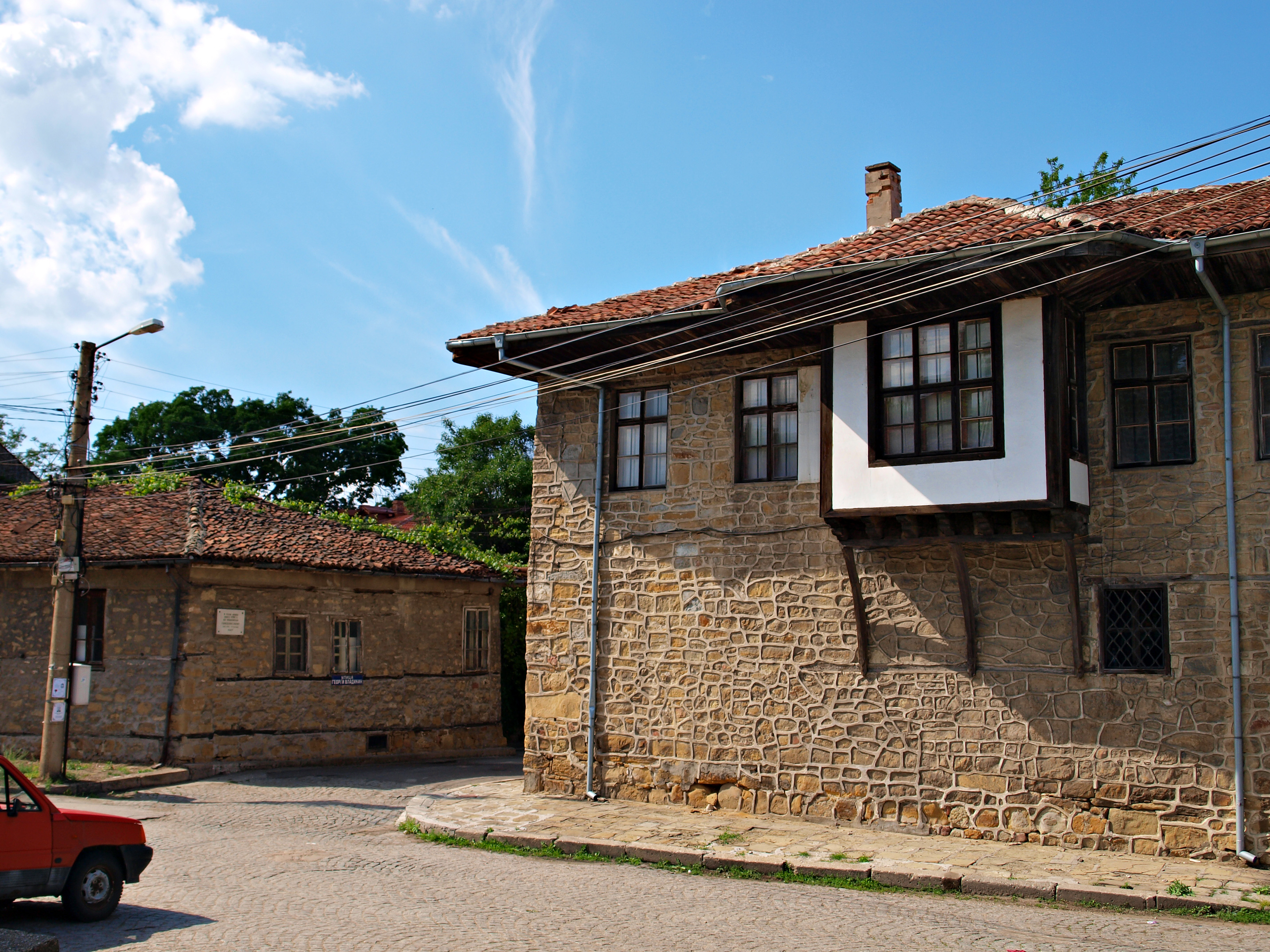
O tratado foi assinado na pequena casa à esquerda na moderna Sistova, Bulgária.

O Tratado de Sistova encerrou com as Guerras Otomanos-Habsburgos entre o Império Otomano e a Áustria. Foi assinado em Sistova em 4 de agosto de 1791. Intermediada pela Grã-Bretanha, Prússia e Holanda. O tratado foi escrito em francês e turco.

## Antecedentes
A monarquia dos Habsburgos recuou no primeiro ano da guerra, mas conquistou Belgrado e obteve outra vitória perto de Calafat em 1790. A aliada da Áustria, a Rússia, também teve muito sucesso, mas a Áustria foi ameaçada de invasão pela Prússia. Além disso, a Revolução Francesa estourou e exigiu a atenção urgente da Áustria. Sob essa pressão, a Áustria aceitou apenas ganhos muito escassos com a guerra: apenas a cidade de Orsova (a moderna Orșova) e dois pequenos lugares na fronteira croata foram cedidos à Áustria.
Este tratado encerrou as Guerras Austro-Otomanas. A Áustria não participou nas guerras lideradas pela Rússia contra os otomanos durante os séculos XIX e XX.
 

Com o fim da guerra turca, a Áustria juntou-se à Prússia na Declaração de Pillnitz em 27 de agosto. A Áustria renunciou a qualquer expansão às custas do Império Otomano. Em troca, a Prússia prometeu não se expandir para o leste e não apoiar a Revolução de Brabante. Ambos os países se comprometeram a intervir na França se as várias potências da Europa concordassem que era necessário.